# 原城
原城（はらじょう）位于长崎县南岛原市南有马町，是国家级历史遗迹。

## 变迁
位于岛原半岛南部，明应5年作为日野江城的支城由有马贵纯建在有明海出海口的丘陵上，由本丸、二之丸、三之丸、天草丸、出丸构成。
有马氏移封到日向国延冈城后，松仓重政於元和2年（1616年）入主日野江城，但因一国一城令的影响放弃了不便的日野江城而建筑岛原城。这时原城被废城，石垣和构筑物也被移作他用。
在宽永14年（1637年）到宽永15年（1638年）的岛原之乱后，幕府把原城残存的石垒等徹底破坏。
昭和13年（1938年）原城遺址被认定为国家级历史遗迹。挖掘调查时，除了铅弹和十字架，也出土了万人坑。

## 岛原之乱
在元和的一国一城令後成为废城的原城，在宽永14年（1637年）时聚集了全国的耳目，爆发了世称“岛原之乱”的事件。岛原藩主松仓重政、胜家父子由于岛原城建设费用而财政窘迫的缘故，实施苛政并严酷地压制天主教，引发农民起义。这場起义不仅蔓延到岛原半岛和天草，岛原城和富冈城也被袭击。可是，起义军的攻城並不顺利，不久後岛原和天草的起义军合共约3万7千人占据了已成废城的原城。
起义军首领被认为是原小西行长家臣益田好次的儿子天草四郎，他组织开展了守城战，對抗幕府军。
起义军固守了3个月的城池没有兵站的补给，弹药和军粮耗尽了。幕府军在战死千人的同时補充了生力军，並于宽永15年（1638年）2月27日到28日（新历4月11日～12日）發動总攻击将起义军殲滅，同時彻底破坏原城。
岛原藩主松仓胜家因引起战乱的责任，前无古人地作为大名被斩首处置。

## 交通
从岛原铁道巴士 原城前站步行15分钟